# Ольшувка (Кольський повіт)
Ольшувка (пол. Olszówka) — село в Польщі, у гміні Ольшувка Кольського повіту Великопольського воєводства.
Населення — 396 осіб (2011).
У 1975-1998 роках село належало до Конінського воєводства.

## Демографія
Демографічна структура станом на 31 березня 2011 року:
|          | Загалом | Допрацездатний вік | Працездатний вік | Постпрацездатний вік |
| -------- | ------- | ------------------ | ---------------- | -------------------- |
| Чоловіки | 191     | 39                 | 127              | 25                   |
| Жінки    | 205     | 39                 | 112              | 54                   |
| Разом    | 396     | 78                 | 239              | 79                   |